# Team Wendy EXFIL頭盔
EXFIL是由美國戰術裝備生產商Team Wendy所設計及生產的戰鬥頭盔。

## 設計特點
EXFIL的盔殼是由混合複合材料所製成，這有助於提升強度。該頭盔採用Team Wendy設計的無螺栓CAM FIT懸掛系統，能夠根據佩戴者的頭型進行調整，以達至最高的舒適度和穩定性。
其名為Zorbium的泡沫內襯能夠有效抗衝擊，並容許用戶在頭盔內部安置頭戴式通訊耳機。用戶能夠通過一組可移動的舒適護墊實現最佳的貼合度。
EXFIL系列頭盔均採用由Wilcox生產的夜視儀固定座。頭盔的左右側均設有EXFIL導軌以供用戶安裝各種配件，包括原廠提供的防彈面罩。盔殼的頂部、左右側，和後部均設有魔術貼可供用戶貼上其所屬國及組織等識別章。

## 衍生型

### EXFIL Ballistic
具備防彈功能的版本，重約1.18—1.25公斤。防彈效能為NIJ Level III-A。

### EXFIL Ballistic SL
同樣具備防彈功能的版本，比原版Ballistic輕約25%，重約1.01—1.05公斤。防彈效能同樣為NIJ Level III-A。

### EXFIL Carbon
不具備防彈功能的版本，盔殼上兩邊各設有6個通風口。

### EXFIL LTP Bump
同樣為不具備防彈功能的版本，價格比Carbon便宜。盔殼上兩邊各設有6個通風口。

## 使用者
- - 澳洲國防軍[3]

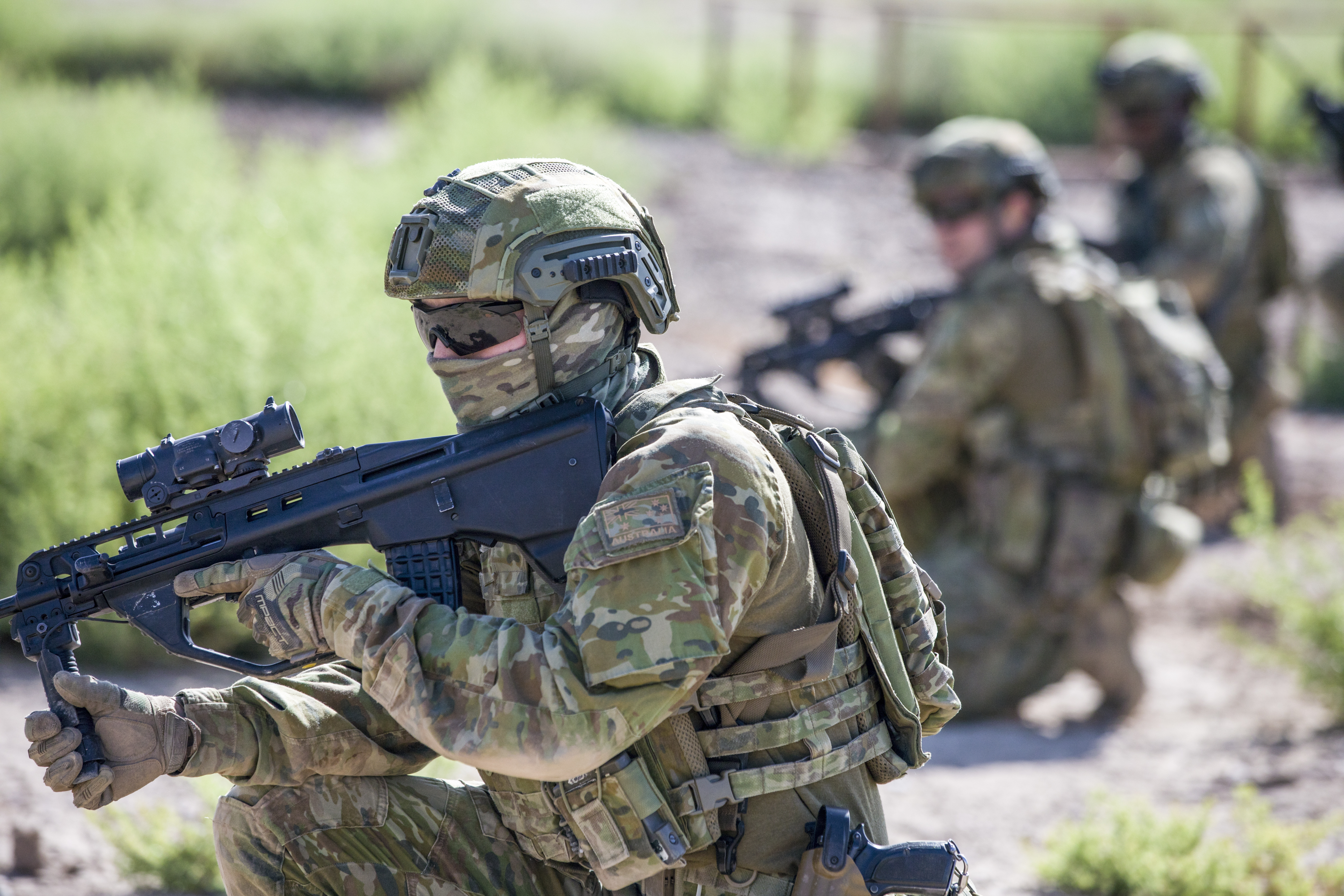
EXFIL Ballistic為澳洲國防軍現時的制式戰鬥頭盔

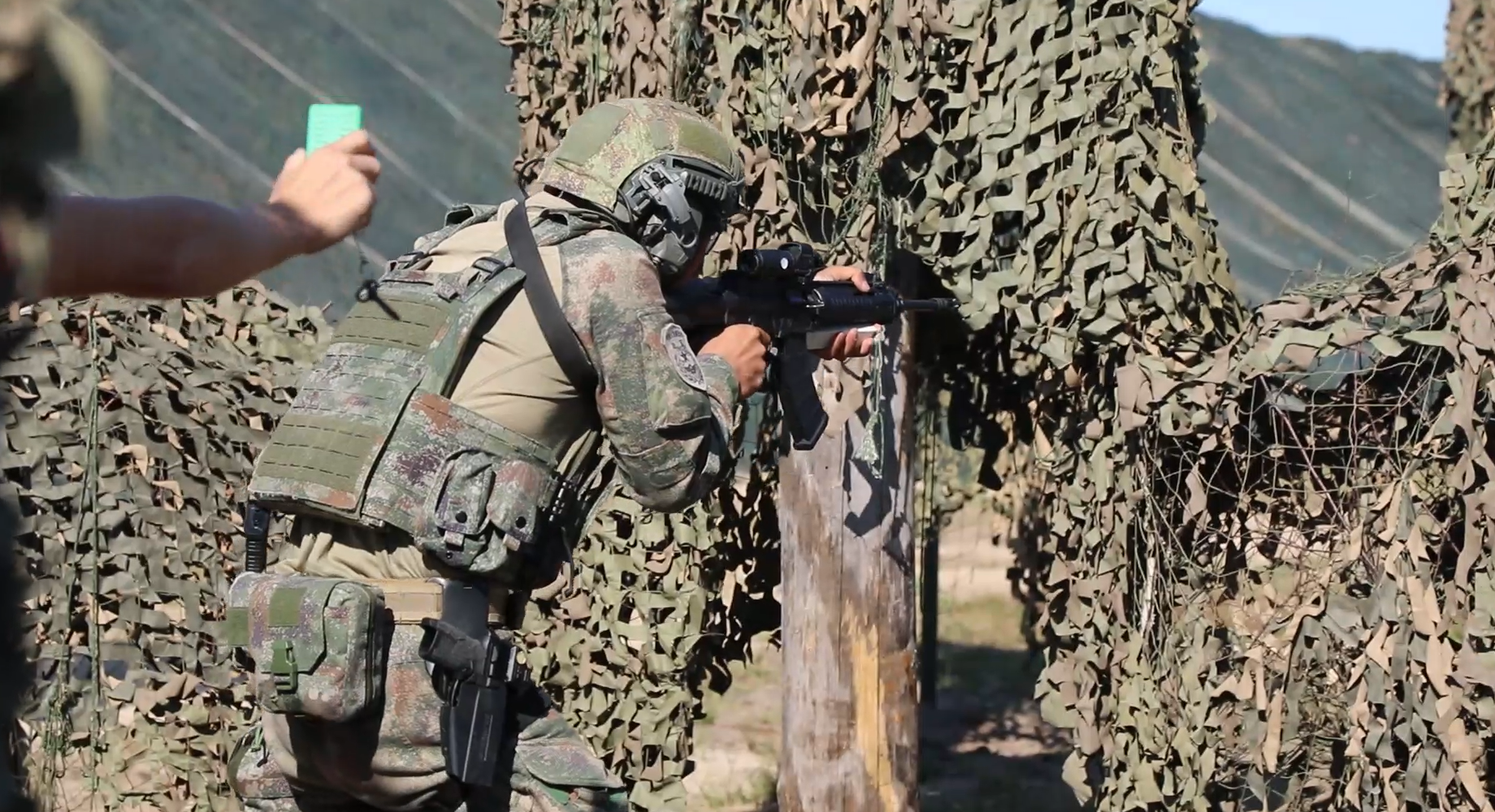
頭戴EXFIL Ballistic或其仿製型的中國人民解放軍士兵

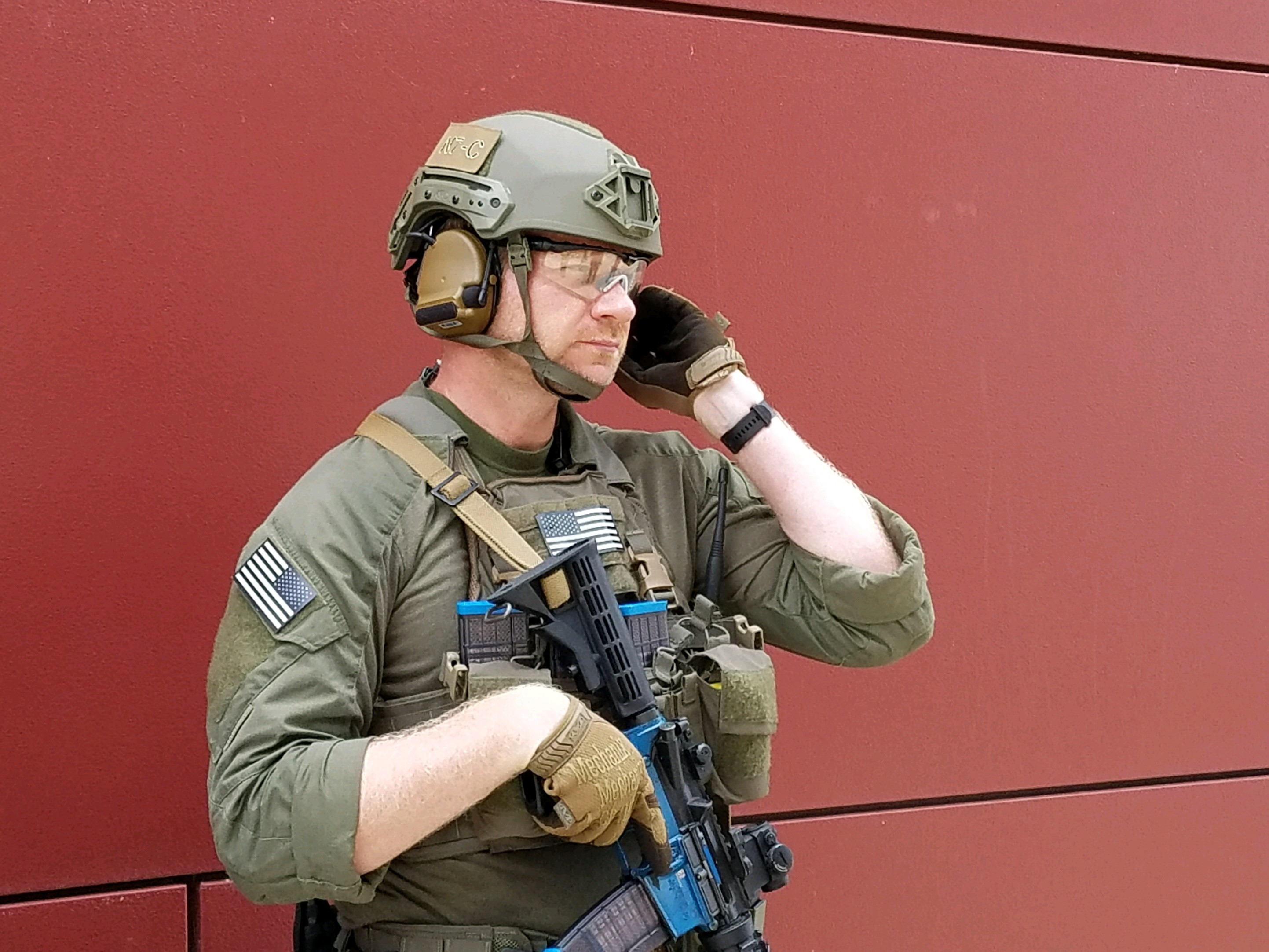
頭戴EXFIL Ballistic的美國外交安全局機動安全部署人員

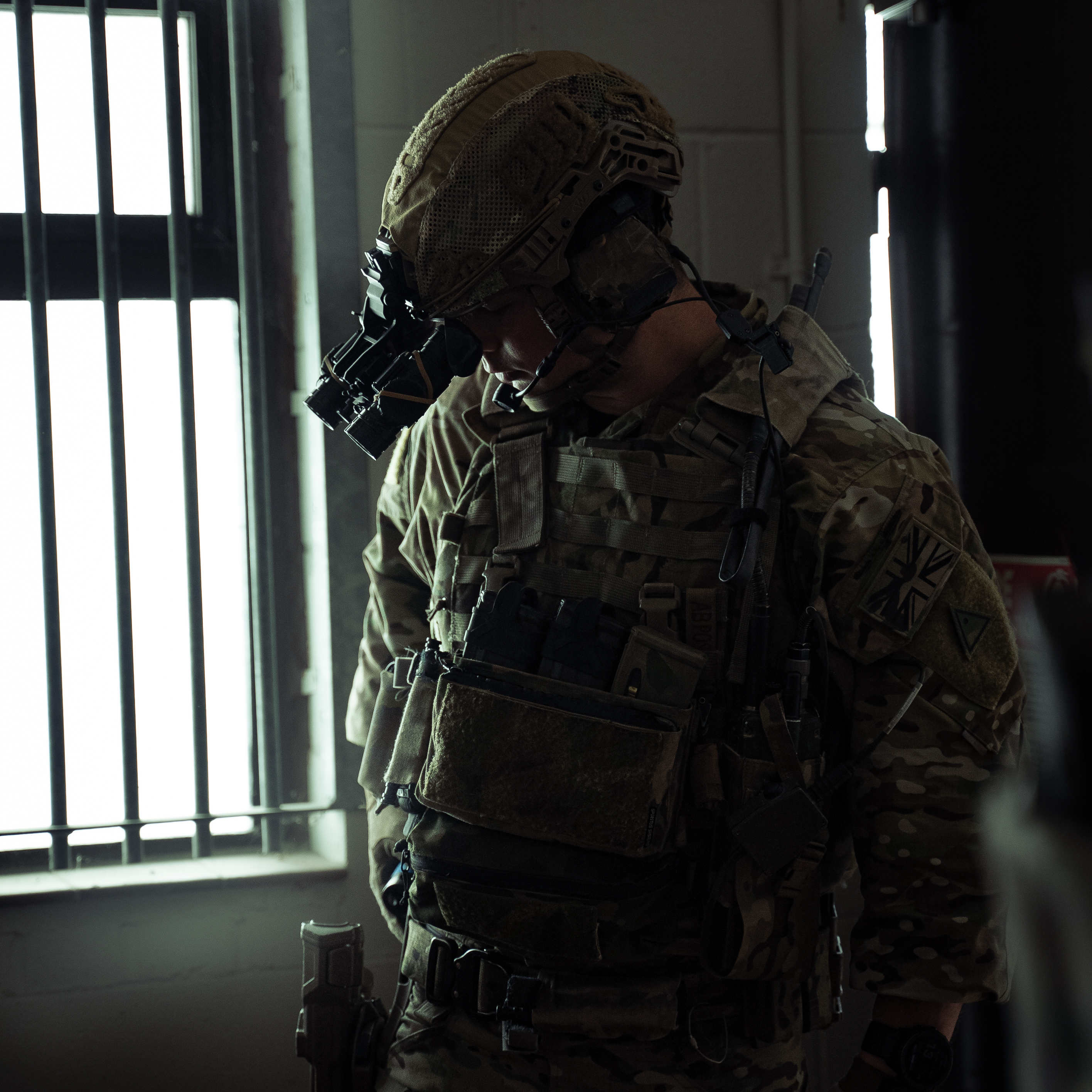
頭戴EXFIL Ballistic的英國陸軍皇家炮兵4/73（獅身人面象）炮台特別觀察站士兵

    - 命名為“分層級戰鬥頭盔”（英語：Tiered Combat Helmet）。
- 比利时
  - 比利時聯邦警察（英语：Federal Police (Belgium)）特別單位局（英语：Federal Police Special Units）
- 中华人民共和国
  - 使用仿製型。
    - 中國人民解放軍特種部隊
- 刚果民主共和国
  - 特種部隊單位
- 法國
  - 法國國家警察
    - 搜索，支援，干預，威懾部隊
    - 搜查及干預旅
- 香港
  - 香港警務處
    - 反恐特勤隊（已退役）
    - 特別戰術小隊
- 印度
  - 印度陸軍傘兵特種部隊（英语：Para SF）
- 印度尼西亞
  - 印尼陸軍特種作戰司令部（英语：Kopassus）
- 日本
  - 陸上自衛隊特殊作戰群
  - 海上自衛隊特別警備隊
- 澳門
  - 治安警察局特別行動組
- 马来西亚
  - 馬來西亞海上執法局（英语：Malaysian Maritime Enforcement Agency）特種任務和救援部隊（英语：Special Task And Rescue）
- 荷蘭
  - 荷蘭皇家陸軍突擊隊軍團（英语：Korps Commandotroepen）
- 菲律賓
  - 菲律賓海軍陸戰隊
- 葡萄牙
  - 葡萄牙武裝部隊特種部隊單位
  - 葡萄牙國家共和衛隊（英语：National Republican Guard (Portugal)）特別干預單位
- 中華民國
  - 中華民國陸軍高空特勤中隊
  - 內政部警政署刑事警察局除暴特勤隊
  - 臺北市政府警察局刑事警察大隊特勤中隊
- 俄羅斯
  - 聯邦安全局特種部隊
  - 俄羅斯聯邦武裝力量特種作戰部隊
- 沙烏地阿拉伯
  - 特種部隊單位
- - 大韓民國陸軍第707特殊任務團
  - 韓國軍事警察特別任務隊
  - 大韓民國警察廳警察特攻隊
- 泰國
  - 泰國皇家海軍海豹部隊（英语：Royal Thai Navy SEALs）
- 乌克兰
  - 烏克蘭武裝部隊
    - 烏克蘭特種作戰部隊
- 英国
  - 英國陸軍第5皇家炮兵團（英语：5th Regiment Royal Artillery）
    - 4/73（獅身人面象）炮台特別觀察站（英语：4/73 (Sphinx) Special Observation Post Battery RA）

  - 皇家海軍陸戰隊
  - 部份地方警察單位
- 美国
  - 美國空軍
  - 美國海軍陸戰隊
  - 聯邦調查局人質拯救隊
  - 邊境巡邏隊戰術單位
  - 菸酒槍炮及爆裂物管理局
  - 美國緝毒局
  - 美國外交安全局
  - 部份地方警察局